# Willy
Willy är ett mansnamn, en kortform för det tyska namnet Wilhelm och dess engelska motsvarighet William. Namnsdag i Sverige saknas.

## Varianter
- Billy
- Villy (norska, danska)

## Personer med namnet Willy
- Willy Aubameyang, fransk fotbollsspelare
- Villy Bergström, svensk politiker (s)
- Willy Brandt, tysk förbundskansler
- Willy Breinholst, dansk författare
- Willy Goldberger, tysk-spansk fotograf
- Willy Gordon, svensk konstnär
- Willy Granqvist, svensk författare
- Willy Grebst, svensk manusförfattare
- Willy Josefsson, svensk författare
- Willy Kyrklund, sverigefinlandssvensk författare
- Willy Messerschmitt, tysk flygplanskonstruktör
- Willy Nord, svensk cirkusartist
- Willy Peters, svensk skådespelare
- Willy Sachs, tysk industriledare
- Willy Sagnol, fransk fotbollsspelare
- Willy Storm, Sjöman
- Villy Sørensen, dansk författare
- Villy Søvndal, dansk politiker
- Willy Walfridsson, svensk författare

## Fiktiva figurer
- Willy Wonka
- Willy i serien The Simpsons.
- en späckhuggare i filmen Rädda Willy.